# Вішну-вардхан IV
Вішну-вардхан IV (*నాలుగవ విష్ణువర్ధనుడు; д/н — 808) — магараджа держави Східних Чалук'їв.

## Життєпис
Син магараджи Віджаядітьї I. Посів трон 772 року. Відновив війну проти Раштракутів, але знову зазнав поразки. Ймовірно скористався боротьбою за владу серед Раштракутів у 779—780 роках для відвоювання раніше втрачених володінь.
784 року проти нього виступив Дхрува, магараджахіраджа Раштракутів, від якого Вішну-вардхан IV зазнав поразки, визнав зверхність останнього та видав за нього свою доньку Сілабхаттаріку.
793 року після смерті Дхруви знову оголосив незалежність. 800 року зазнав поразки від нового магараджахіраджи Говінди III. Знову підкорився Раштракутам.
Після його смерті 808 року почалася боротьба за трон між його синами Віджаядітьєю і Бхімасалкі.